# 謝爾蓋·庫塞維茲基
謝爾蓋·亞歷山德羅維奇·庫塞維茨基（俄语：Серге́й Алекса́ндрович Кусеви́цкий，羅馬化：Sergey Aleksandrovich Kusevitsky，1874年7月26日［儒略曆7月14日］—1951年6月4日），俄裔指揮、作曲家和低音提琴家、波士頓交響樂團長年的音樂總監（1924年–1949年）。他是20世紀早期美國幾位重要的指揮之一，與托斯卡尼尼、斯托科夫斯基齊名。

## 姓名
「謝爾蓋」的俄文轉寫通常以Sergei或Sergey呈現，他本人則選擇了法式拼寫法的Serge（參庫塞維茲基官方網站）。「庫塞維茲基」此一姓氏也有多種拚寫法：Koussevitzky、Koussevitsky、Kussevitzky、Kusevitsky，或波蘭語的Kusewicki⋯⋯等，庫塞維茲基則以Koussevitzky做為自己姓氏的拼寫法。

## 生平
謝爾蓋·庫塞維茲基出生於一個貧窮的猶太人家庭，位於特維爾省（今特維爾州）上沃洛喬克，距離莫斯科約250公里。他的父母是專業音樂家，教他小提琴，大提琴和鋼琴。他還學會小號。14歲進入莫斯科音樂學院，專攻低音提琴。1903年起，開始以低音提琴獨奏的身分活動。他也進行作曲，除了原創的低音提琴協奏曲與小品之外，也有一些改編的作品。在結識尼基施·阿图尔（時為柏林愛樂樂團指揮）之後，開始嘗試指揮。由於缺乏鍵盤演奏與總譜識讀、分析等指揮養成的基本技能，他在指揮的技術層面付出了額外的努力。
1907年，指揮柏林愛樂樂團亮相，是為庫氏指揮生涯的正式公演。致力於俄國新音樂的推廣，1922年他委託了拉威爾進行《展覽會之畫》的管弦樂編曲，這是他生涯當中相當重要的成就。
1924年，接替皮埃尔·蒙特，擔任名門勁旅波士顿交响乐团的常任指揮。三〇年代之後，庫氏和波士頓交響有了較好的合作關係，團員能夠從他的指揮動作上，獲取他的音樂意圖，這對組合也產生了不同的音色變化，並且開始獲得評論界的肯定。

## 外部連結
- 庫塞維茲基的免费乐谱，由国际乐谱典藏计划提供
- 謝爾蓋·庫塞維茲基的Discogs页面（英文）
- Discography: Young, Edward (1990). ARSC Journal Part I: 20: 45–129（页面存档备份，存于） and Part II: 20: 241–265（页面存档备份，存于）.
- 謝爾蓋·庫塞維茲基在Allmusic上的頁面
- Serge Koussevitzky（页面存档备份，存于） at the Koussevitzky Music Foundations
- Serge Koussevitzky at the Koussevitzky Recordings Society
- Serge Koussevitzky concert notes at the American Symphony Orchestra
- Serge Koussevitzky biography（页面存档备份，存于） at the Bach Cantatas Website
- / Turangalîla-Symphonie A film about Messiaen's Turangalîla-Symphonie. commissioned by the Koussevitzky foundation.
- Sergei Koussevitzky（页面存档备份，存于） Time magazine cover October 10, 1938
- YouTube上的Double Bass Concerto in F-sharp minor, Op. 3, 1st movement
- YouTube上的Double Bass Concerto, Op. 3, 2nd movement
- YouTube上的Double Bass Concerto, Op. 3, 3rd movement

| 文化職務            | 文化職務                       | 文化職務           |
| ------------------- | ------------------------------ | ------------------ |
| 前任： Hugo Warlich | 聖彼得堡愛樂樂團總監 1917–1920 | 繼任： Emil Cooper |